# فهرست کشورها بر پایه صادرات تجهیزات مخابراتی
فهرست زیر مشتمل بر کشورهایی است که بیشترین آمار صادرات تجهیزات مخابراتی را در ۲۰۱۲ داشته‌اند. اعداد بر مبنای میلیون دلار آمریکا هستند و بر اساس داده‌های رصدخانهٔ پیچیدگی اقتصادی گردآوری شده‌اند. در ذیل فقط بیست کشور برتر آورده شده‌اند.
| ردیف | کشور                | ارزش (میلیون دلار آمریکا) |
| ---- | ------------------- | ------------------------- |
| ۱    | چین                 | ۱۱۰٬۹۷۹                   |
| ۲    | کرهٔ جنوبی           | ۱۵٬۴۴۳                    |
| ۳    | ویتنام              | ۱۱٬۵۲۰                    |
| ۴    | ایالات متحده آمریکا | ۶٬۲۲۷                     |
| ۵    | هلند                | ۶٬۰۶۸                     |
| ۶    | مکزیک               | ۵٬۵۱۰                     |
| ۷    | مجارستان            | ۴٬۲۹۷                     |
| ۸    | آلمان               | ۴٬۰۹۱                     |
| ۹    | مالزی               | ۳٬۷۸۹                     |
| ۱۰   | هند                 | ۳٬۴۸۲                     |
| ۱۱   | بریتانیا            | ۲٬۹۱۶                     |
| ۱۲   | ایرلند              | ۲٬۷۷۹                     |
| ۱۳   | هنگ کنگ             | ۲٬۴۰۸                     |
| ۱۴   | سنگاپور             | ۲٬۰۳۷                     |
| ۱۵   | تایوان              | ۱٬۸۷۶                     |
| ۱۶   | فرانسه              | ۱٬۶۷۶                     |
| ۱۷   | امارات متحدهٔ عربی   | ۱٬۵۶۷                     |
| ۱۸   | چک                  | ۱٬۴۷۶                     |
| ۱۹   | کانادا              | ۱٬۴۱۵                     |
| ۲۰   | بلژیک و لوکزامبورگ  | ۱٬۲۶۶                     |